# Ермаков, Артём Сергеевич
Артём Сергеевич Ермаков (16 марта 1982, Нижневартовск) — российский волейболист, либеро, чемпион Европы (2013), мастер спорта международного класса.

## Биография
Артём Ермаков родился и начинал заниматься волейболом в Нижневартовске под руководством тренера Николая Николаевича Жирнова, затем у наставников ДЮСШ «Самотлор» Светланы Фроловой и Александра Дениса. В начале карьеры выступал за фарм-команду «Самотлор-колледж» на позиции доигровщика, но под впечатлением от игры либеро «Самотлора» Игоря Гайдабуры решился сменить амплуа и начал уделять особое внимание на тренировках приёму и защите. С 2001 года, когда Гайдабура завершил карьеру, Ермаков стал регулярно выступать за «Самотлор» на позиции либеро.
Спустя два сезона Артём Ермаков попал в поле зрения селекционеров московского «Динамо» и тренера сборной России Геннадия Шипулина, включившего молодого игрока в список кандидатов в состав команды. В декабре 2003 года Артём участвовал в тренировочном сборе национальной команды перед олимпийским отборочным турниром, летом 2004 года играл за вторую сборную России на групповом этапе Евролиги, но не был включён в заявку сборной России на олимпийскую квалификацию и Игры в Афинах.
Тем временем он выиграл две серебряные медали чемпионатов России в составе московского «Динамо», в 2005 году перешёл в «Факел» и в дальнейшем довольно часто менял клубы, сыграв по одному-два сезона в уфимском «Нефтянике Башкортостана» и «Урале», казанском «Зените», одинцовской «Искре» и «Белогорье». В составе «Зенита» и «Белогорья» Артём выигрывал чемпионаты России, в составе казанского клуба (ещё под названием «Динамо-Таттрансгаз») в 2008 году одержал победу в розыгрыше Лиги чемпионов. В 2013 году вернулся в столичное «Динамо», где провёл пять сезонов. В июне 2018 года подписал контракт с новосибирским «Локомотивом». В сезоне-2019/20 в третий раз за карьеру стал чемпионом России.
Первый официальный матч за сборную России провёл 15 июля 2006 года в московском дворце спорта «Динамо» против сборной Франции в рамках Мировой лиги, всего принял участие в 6 матчах интерконтинентального раунда. Снова был вызван в сборную спустя 7 лет, в 2013 году, и в её составе стал победителем Мировой лиги и чемпионата Европы. Вместе с Артёмом Ермаковым первое в российской истории золото чемпионата Европы завоевали ещё двое воспитанников нижневартовского волейбола — Артём Вольвич и Евгений Сивожелез.
В ноябре 2013 года Ермаков стал серебряным призёром Всемирного Кубка чемпионов, в 2014 году принимал участие в Мировой лиге и чемпионате мира. Вновь вернулся в сборную в олимпийском сезоне и в августе 2016 года выступал на Играх в Рио-де-Жанейро, заменяя по ходу матчей одного из доигровщиков для помощи на задней линии.
В 2020 году завершил игровую карьеру и перешёл на работу в должности начальника команды «Факел» (Новый Уренгой).

## Достижения

### В клубной карьере
- Чемпион России (2008/09, 2012/13, 2019/20), серебряный (2003/04, 2004/05, 2015/16, 2016/17) и бронзовый (2007/08, 2014/15, 2017/18) призёр чемпионатов России.
- Обладатель Кубка России (2007, 2012), финалист Кубка России (2003, 2004, 2013), бронзовый призёр (2008, 2015).
- Победитель Лиги чемпионов (2007/08).
- Обладатель Кубка Европейской конфедерации волейбола (2014/15), финалист Кубка CEV (2009/10).
- Участник Матчей звёзд России (2012, 2013, февраль 2014).

### Со сборной
- Победитель Мировой лиги (2013).
- Чемпион Европы (2013).
- Серебряный призёр Всемирного Кубка чемпионов (2013).